# Dolina Górnej Białej Lądeckiej
Dolina Górnej Białej Lądeckiej (niem. Bielendorf) – niewielka śródgórska dolina w południowo-zachodniej Polsce położona w województwie dolnośląskim, w powiecie kłodzkim, w gminie Stronie Śląskie.

## Opis
Dolina Górnej Białej Lądecki oddziela Góry Bialskie od Gór Złotych, rozciąga się południkowo na długości około 17 km. od miejscowości Goszów na północy, do okolicy północno-zachodniego podnóża Postawnej na południu. Od wschodu i północnego wschodu dolinę ograniczają Góry Złote a od zachodu i południowego zachodu Góry Bialskie. Jest wąską, głęboko wciętą i krętą doliną o lekko falistym i spadzistym dnie oraz stromych asymetrycznych zboczach. Górna część doliny w dużej części jest zalesiona lasem bukowo-świerkowym regla dolnego. Od Bielic w kierunku Stronia Śląskiego dolina nieco poszerza się. Wzdłuż doliny środkiem płynie rzeka Biała Lądecka, na której znajdują się malownicze progi i kaskady, w większości sztucznie wybudowane, dzięki którym dolina zaliczana jest do jednych z najpiękniejszych dolin rzecznych w Sudetach. W dolinie wzdłuż rzeki leżą wyludnione wsie, dawniej tworzące zwarty ciąg osadniczy o dużym znaczeniu turystycznym. Dno doliny zajmują wąskie łąki, zbocza gór porastają lasy mieszane, głównie świerkowo-bukowe. Obszar doliny jest ciekawy przyrodniczo i krajobrazowo o szerokich panoramach widokowych rozciągających się ze zboczy gór i wyżej leżących wierzchowin. Wzdłuż koryta rzeki i na terasach zalewowych rosną lasy liściaste, na terenach wsi rosną okazałe drzewa. Generalnie dolina wykazuje nachylenie z południa na północ. Najwyżej położone są tereny w południowej części doliny (około 920 m n.p.m.). Najniżej położone tereny w Goszowa osiągają wysokość 460 m n.p.m. W granicach doliny różnice wysokości osiągają około 460 m. W Dolinie Górnej Białej Lądeckiej położone są miejscowości: Goszów, Stary Gierałtów, Nowy Gierałtów i Bielice. Doliną wzdłuż Białej Lądeckiej prowadzi droga lokalna Stronie Śląskie - Bielice.

## Budowa
Dolina wypreparowana została w złożonej strukturze geologicznej. Dno doliny stanowią warstwy zbudowane głównie ze skał metamorficznych należących do metamorfiku Lądka i Śnieżnika, dolina wytworzyła się w łupkach łyszczykowych, amfibolitach i gnejsach gierałtowskich. W południowej części doliny w pobliżu źródeł w łupkach łyszczykowych występuje dysten. W dolinie głównie występują skały wapienne: wapienie krystaliczne (marmury kalcytowe i dolomitowe). Skały lite przykryte są warstwą zwietrzeliny o zmiennej miąższości od 0,5 do 2,5m. Powierzchnia zrównania doliny pokryta jest warstwą utworów czwartorzędowych, glin deluwialnych i utworów eolicznych. Lokalnie występują żwiry plejstoceńskie o miąższości do 4,50 m. budujące terasę wysoką. Środek doliny wyznacza wcięte koryto rzeki Białej Lądeckiej wraz z ujściowymi odcinkami dolin licznych potoków będących jej dopływami.

## Krajobraz
Krajobraz Doliny Górnej Białej Lądeckiej uwarunkowany jest budową i przeszłością geologiczną – przedstawia krajobraz lekko falistej wąskiej długiej równiny, pociętej w poprzek licznymi potokami. Najwyższe położenie doliny wynosi 920 m n.p.m., a najniższe 460 m n.p.m. Cały obszar jest równinny, falisty, łagodnie ciągnący się w kierunku południowo-wschodnim wzdłuż koryta Białej Lądeckiej. Poza nielicznymi wzniesieniami obszar doliny nie jest porośnięty lasem. Teren jest mało zaludniony, większość obszaru zajmują pola uprawne i łąki. Krajobraz przeobrażony, ale w nieznacznym stopniu zurbanizowany. Dolina krajobrazowo jest odpowiednikiem dolin alpejskich.

## Rzeźba
Rzeźba terenu doliny ukształtowana została w okresie orogenezy alpejskiej pod wpływem ruchów tektonicznych związanych z górotwórczością. Teren wzdłuż uskoku tektonicznego przecinającego dolinę ulegał podnoszeniu lub obniżaniu w wyniku wielofazowych ruchów tektonicznych, zaznaczających się u schyłku okresu mezozoiku. Etapom tektonicznego podnoszenia towarzyszył wzrost deniwelacji rzeźby oraz procesy erozyjno-denudacyjnego usuwania skał podłoża. W okresie spokoju tektonicznego zachodziły procesy wyrównywania rzeźby wskutek bocznego rozwoju den dawnych dolin.

## Klimat
Położenie fizyczno-geograficzne, dolinno-kotlinowy układ doliny oraz okoliczne masywy górskie Gór Złotych, osłaniających dolinę od wschodu i północnego wschodu, oraz Gór Bialskich osłaniających ją od południowego zachodu, wpływają na kształtowanie się typów pogody i zjawisk atmosferycznych mikroregionu. Obszar doliny odizolowany jest od wpływów łagodnych mas powietrza, co czyni dolinę naturalnym zastoiskiem chłodu. W dolinie występują predyspozycje do wielodniowych inwersji termicznych o miąższości 20–50 m ponad dno doliny. Efektem tego jest znaczny spadek temperatury powietrza, powiązany ze wzrostem wilgotności względnej Dolina znajduje się w strefie klimatu podgórskiego. Pory roku są łatwo rozpoznawalne i wyznaczane przez przebieg temperatury: ciepła i wilgotna wiosna, ciepłe i często suche lato, chłodna i wilgotna jesień oraz zima ze średnimi opadami śniegu. Zachmurzenie: średnie występuje w okresie jesienno-zimowym, najmniejsze w lecie. Opadom często towarzyszą gwałtowne burze z wyładowaniami. Średnia temperatura roczna waha się w granicach 6–6,5 °C, średni opad 700-1000 mm.